# Дзежонжня (гмина)
Дзежонжня (пол. Dzierzążnia) — сельская гмина (волость) в Польше, входит как административная единица в Плоньский повет, Мазовецкое воеводство. Население — 3935 человек (на 2004 год).

## Демография
| Перепись                       | Всего   | Всего | Женщины | Женщины | Мужчины | Мужчины |
| ------------------------------ | ------- | ----- | ------- | ------- | ------- | ------- |
| Единицы                        | человек | %     | человек | %       | человек | %       |
| Население                      | 3935    | 100   | 1927    | 49      | 2008    | 51      |
| Плотность населения (чел./км²) | 38,5    | 38,5  | 18,9    | 18,9    | 19,7    | 19,7    |

## Поселения
1. Бломино-Гуле
2. Бломино-Гумовске
3. Бломино-Еже
4. Хросцин
5. Цумино
6. Дзежонжня
7. Гумово
8. Кадлубово
9. Корытово
10. Куцице
11. Нива
12. Нова-Дзежонжня
13. Нове-Гумино
14. Нове-Куцице
15. Нове-Сарново
16. Плюскоцин
17. Подмарщын
18. Помяново
19. Пшемково
20. Раково
21. Садково
22. Сарново-Гуры
23. Секлюки
24. Сколатово
25. Старчево-Пободзе
26. Старчево-Вельке
27. Старе-Гумино
28. Вежбица-Паньска
29. Вежбица-Шляхецка
30. Вилямовице

## Соседние гмины
1. Гмина Бабошево
2. Гмина Бульково
3. Гмина Нарушево
4. Гмина Плоньск
5. Гмина Старозьребы